# Birkweiler Mandelberg

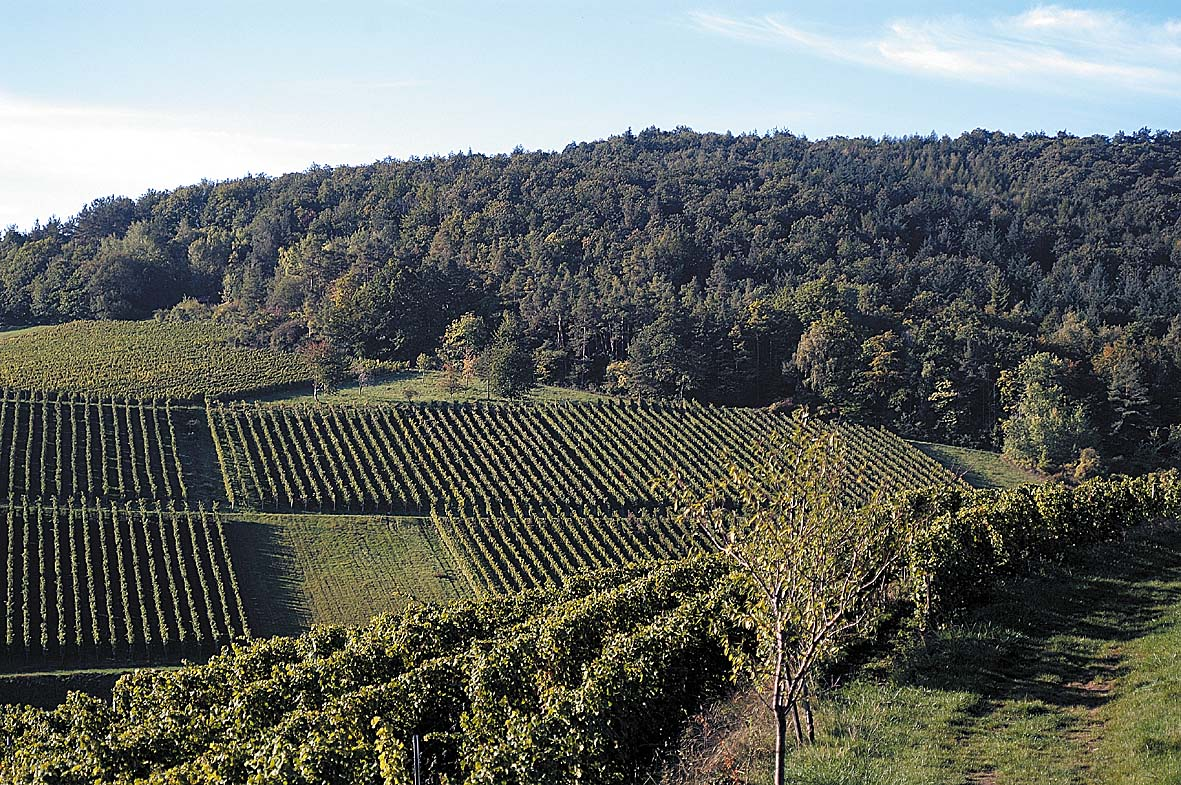
Mandelberg in Birkweiler

Der Birkweiler Mandelberg ist eine Weinlage an der Südlichen Weinstraße und Teil der Großlage Königsgarten. Sie liegt in südlicher Richtung von Birkweiler. Die bestockte Rebfläche beträgt 26,9 ha. Nach Westen ist der Weinberg gegen die natürliche Kälte des Pfälzerwaldes geschützt durch das „Kienenwäldchen“, ein Berg, der mit Esskastanien bepflanzt ist. Nach Osten öffnet sich der Mandelberg in Richtung Rheinebene. Der Mandelberg ist ein Süd-Südosthang und genießt somit optimale Sonneneinstrahlung. 
Der Weinberg hat etwa 15–20 % Hangneigung und liegt auf etwa 220 m über NN. Der Boden im Mandelberg ist ein Muschelkalk, der im Zeitalter des Trias entstanden ist. Die kleinen weißen Kalksteine, mit denen dieser Boden übersät ist, speichern tagsüber die Wärme der Sonne und geben diese Wärme in der Nacht an die Erde ab. Der Kalkboden (-> Weinbergsböden), mit seinem aktiven Kalkanteil, ist eine Voraussetzung, um große Burgunder zu erzeugen.
Die Lage ist als Große Lage vom VDP klassifiziert.

## Weingüter der Weinlage (Auswahl)
- Weingut Dr. Wehrheim